# 小島高明
小島 高明（こじま たかあき、1947年2月19日 - ）は、日本の外交官。オーストラリア駐箚特命全権大使などを歴任した。

## 経歴・人物
1971年（昭和46年）東京大学法学部を卒業して外務省入省。同年大洋州課配属。ケンブリッジ大学法学LLB。
1987年（昭和62年）7月条約局国際協定課長、1989年（平成元年）7月在中華人民共和国日本国大使館参事官、1992年7月在連合王国日本国大使館公使、1995年（平成7年）5月外務大臣官房外務参事官（領事移住部）、1997年（平成9年）8月公正取引委員会事務総局官房国際担当審議官、1999年（平成11年）8月サンパウロ総領事、2001年（平成13年）在アメリカ合衆国日本国大使館公使兼ハーバード大学国際問題研究所研究員を経て、 2002年（平成14年）外務省国際情報局長。2004年（平成16年）7月、シンガポール駐箚特命全権大使。2007年（平成19年）からオーストラリア駐箚特命全権大使を経て、2010年（平成22年）7月30日から、国際テロ対策担当大使。2011年退官。シンガポール・東南アジア研究所（Institute of Southeast Asian Studies）客員シニアフェロー。

## 同期
- 海老原紳（08年駐イギリス大使）
- 橋本逸男（09年東北大学公共政策大学院教授・04年駐ブルネイ大使・02年駐ラオス大使）
- 赤阪清隆（07年国際連合事務次長）
- 須田明夫（09年軍縮会議日本政府代表部大使・06年国際テロ対策担当大使・03年駐スリランカ大使）
- 桂誠（07年駐比大使・04年駐ラオス大使）
- 楠本祐一（11年関西担当大使・09年駐ポーランド大使・04年駐ウズベキスタン大使）
- 島内憲（06年駐ブラジル大使・04年駐スペイン大使）
- 横田淳（12年経済担当大使兼イラク復興支援等調整担当大使・09年駐ベルギー大使・06年国際貿易・経済担当大使・04年駐イスラエル大使）
- 三田村秀人（10年駐ニュージーランド大使・07年駐ザンビア大使）
- 清水訓夫（09年防衛大学校教授・05年駐アルジェリア大使）
- 野呂元良（08年駐マラウイ大使）
- 皆川一夫（11年駐ウガンダ大使）
- 佐藤正晴（12年駐ニカラグア大使）